# Dumfries e Galloway
A Área de Conselho (ou Council Area) de Dumfries e Galloway (em gaélico escocês, Dùn Phris agus an Gall-Ghaidhealaibh), é uma das 32 novas subdivisões administrativas da Escócia, criada em 1996. Faz fronteira com South Ayrshire e East Ayrshire a noroeste, South Lanarkshire e Scottish Borders a norte e com o Condado de Cumbria ao sul, na Inglaterra. É, também, banhado ao norte pelo Solway Firth e ao leste pela Mar da Irlanda.
Em 1975, com a abolição dos antigos condados, foi criado a região de Dumfries and Galloway mediante a fusão dos condados de Wigtownshire, Kirkcudbrightshire e Dumfriesshire. A reião foi, por sua vez, subdividida nos distritos de Wigtownshire, Stewartry, Nithsdale and Annandale e Eskdale. Em 1996, as regiões foram abolidas e esta região tornou-se uma unidade autoritária com a mesma área da antiga região de mesmo nome.

## Geografia
A região de Dumfries e Galloway region é composta por desenas de sub-áreas e registration counties. Do leste para o oeste:
- Wigtownshire
  - Rhins of Galloway  •  Machars
- Kirkcudbrightshire
  - Stewartry
- Dumfriesshire
  - Nithsdale  •  Annandale  •  Eskdale

## Cidades e vilarejos
As cidades mais importantes estão em negrito.
- Ae, Airieland, Airds of Kells, Annan, Anwoth, Ardwell
- Beattock, Beeswing, Borgue, Brydekirk
- Caerlaverock, Cairngaan, Cairnryan, Cargenbridge, Carsphairn, Castle Douglas, Castle Kennedy, Clarencefield, Corsock, Creetown
- Dalbeattie, Dalton, Dornock, Drumlanrig, Drummore, Dumfries, Dundrennan, Dunscore
- Eastriggs, Ecclefechan, Eskdalemuir
- Garlieston, Gatehouse of Fleet, Glenluce, Gretna Green, Gretna
- Haugh of Urr, Hoddom
- Johnstonebridge
- Keir, Kippford, Kirkcolm, Kirkcudbright, Kirkpatrick Durham
- Langholm, Lochmaben, Lockerbie
- Middlebie, Millhousebridge, Moffat, Moniaive, Mull of Galloway
- New Abbey, New Galloway, New Luce, Newton Stewart, Newton Wamphray
- Parton, Penpont, Portpatrick
- Robgill Tower, Ringford
- Rigg, Ruthwell
- Sandhead, Sanquhar, St. John's Town of Dalry, Stranraer
- Terregles, Thornhill, Twynholm,Templand
- Unthank
- Wanlockhead, Whithorn, Wigtown

### Escolas secundárias
- Annan Academy
- Castle Douglas High School
- Dalbeattie High School
- Douglas Ewart High School, Newton Stewart
- Dalry Secondary School
- Dumfries Academy
- Dumfries High School
- Kirkcudbright Academy
- Langholm Academy
- Lockerbie Academy
- Maxwelltown High School, Dumfries
- Moffat Academy
- Sanquhar Academy
- St Joseph's College
- Stranraer Academy
- Wallace Hall Academy, Thornhill

## Lugares de interesse
- Castelo de Caerlaverock
- Castelo de Cardoness
- Castelo de Drumlanrig
- Lago Ken
- Castelo de MacLellan
- Castelo de Threave

## Imagens de Dumfries e Galloway

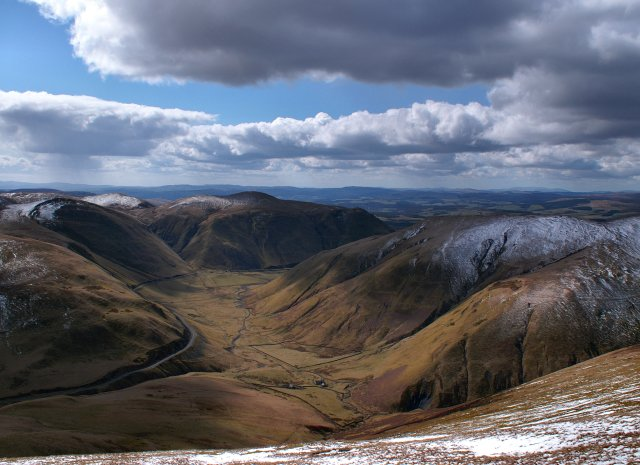
Dalveen Pass.
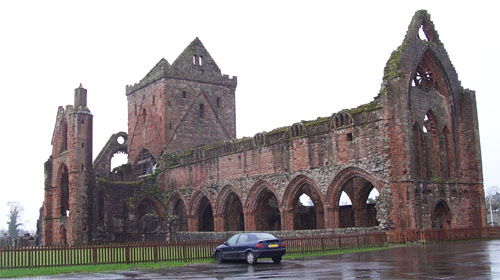
Sweetheart Abbey.
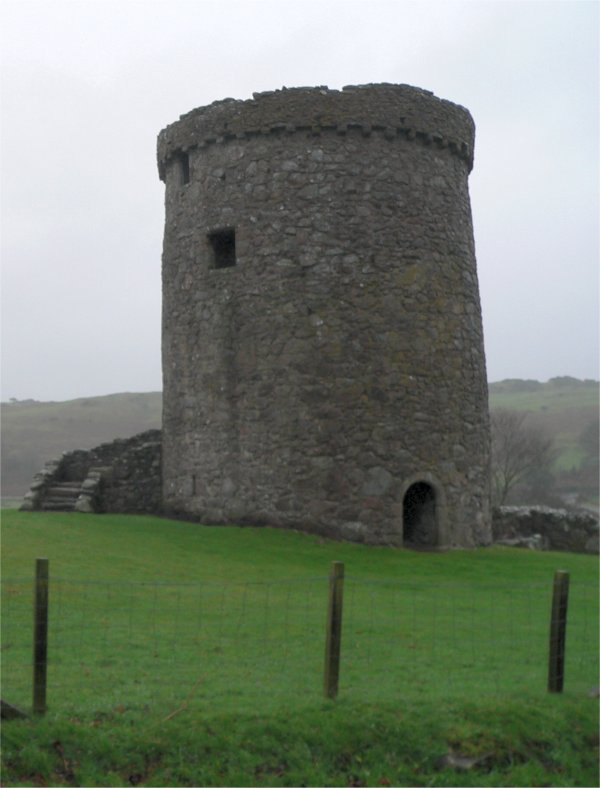
Torre Orchardton.
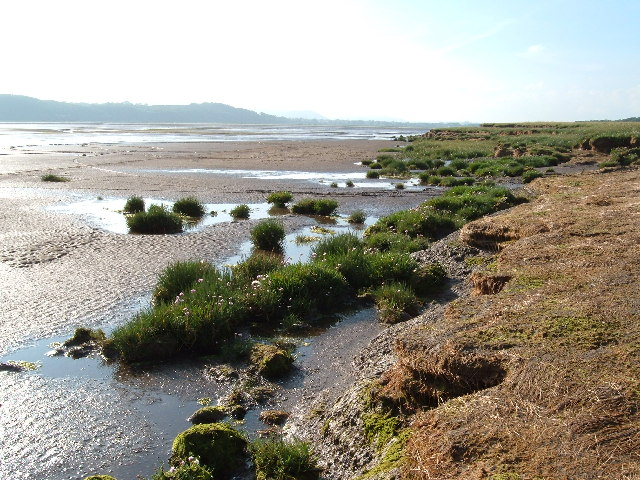
Reserva Nacional de Caerlaverock.
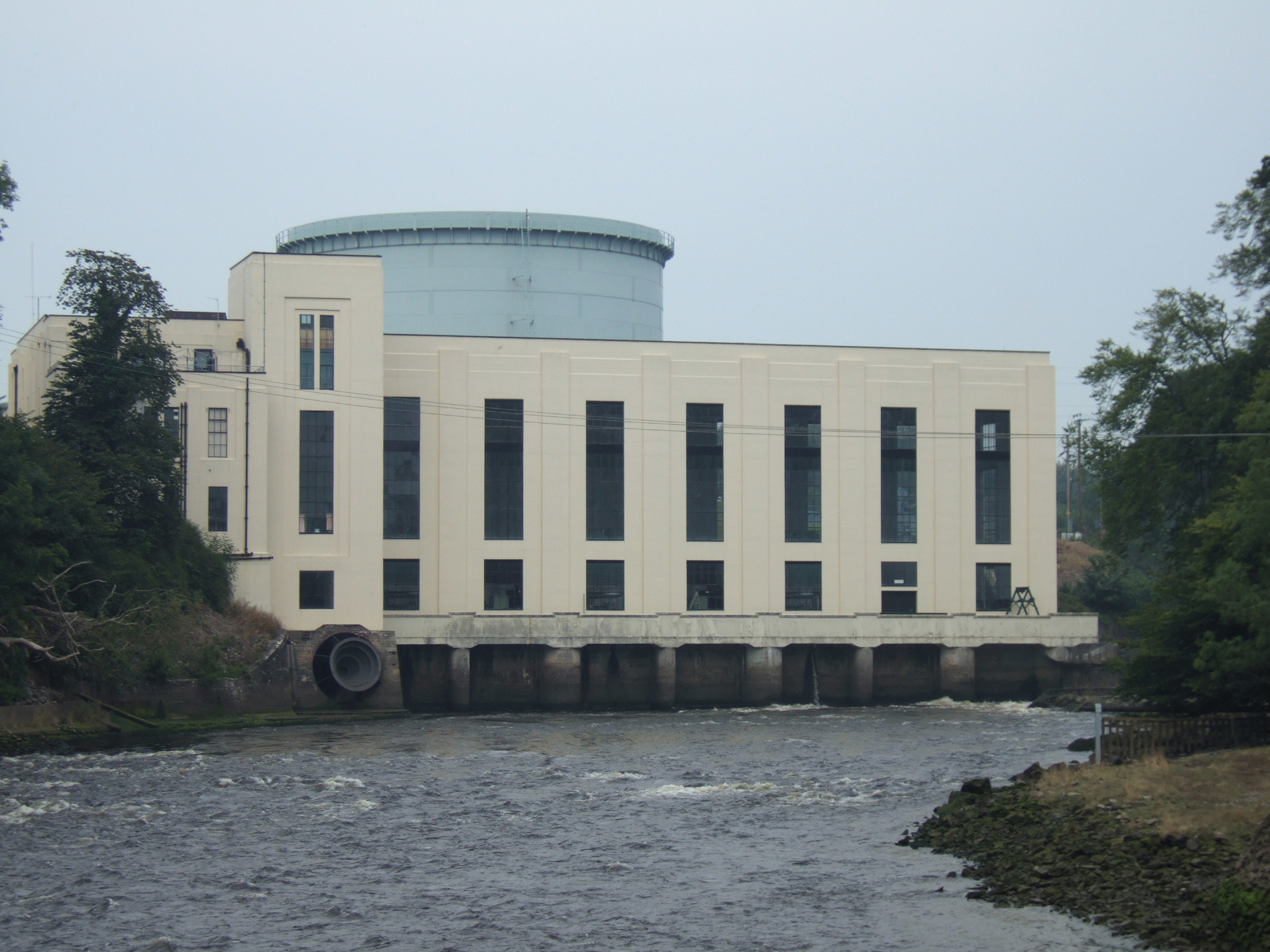
Tongland estação de energia.
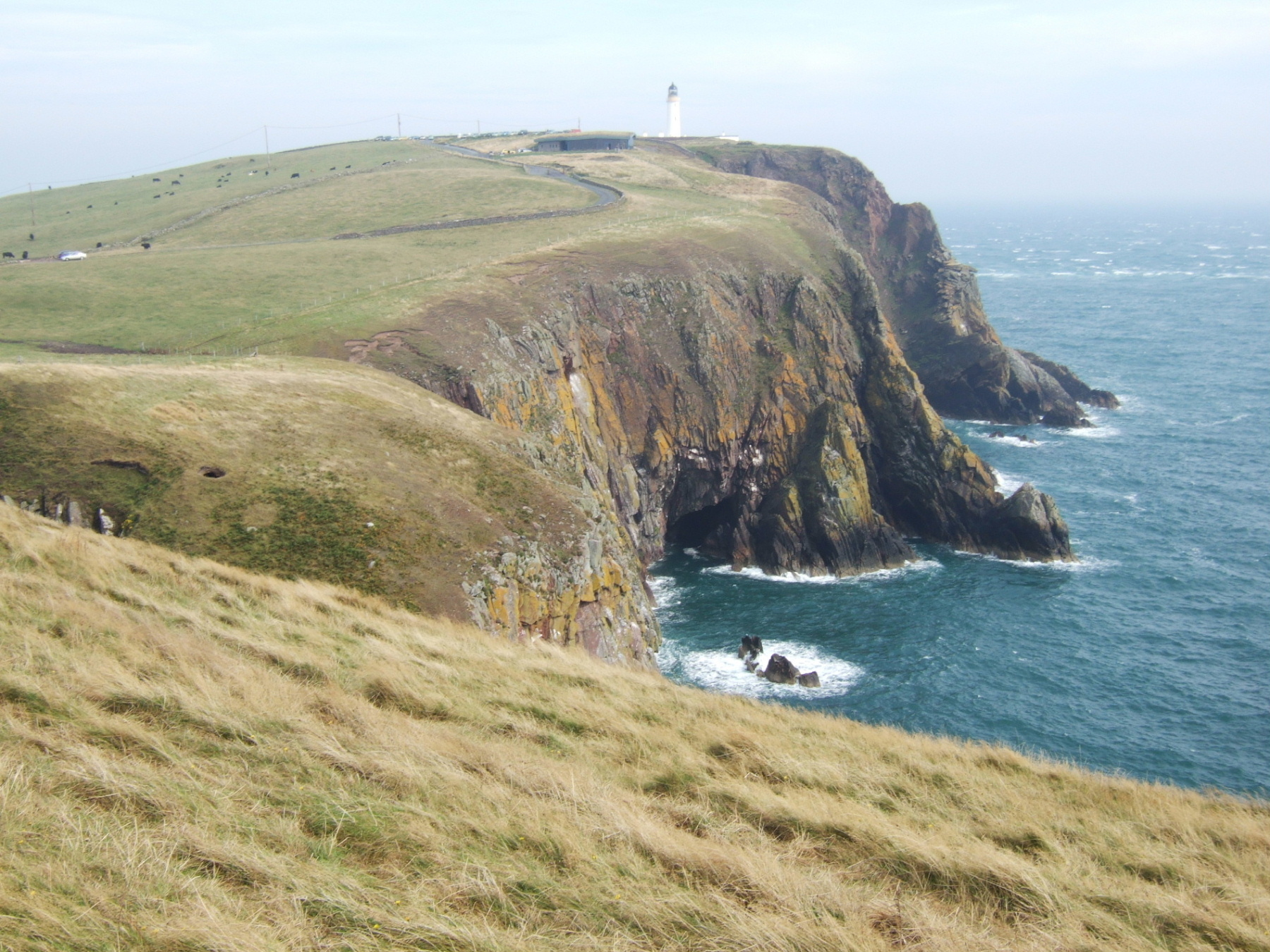
Mull of Galloway.
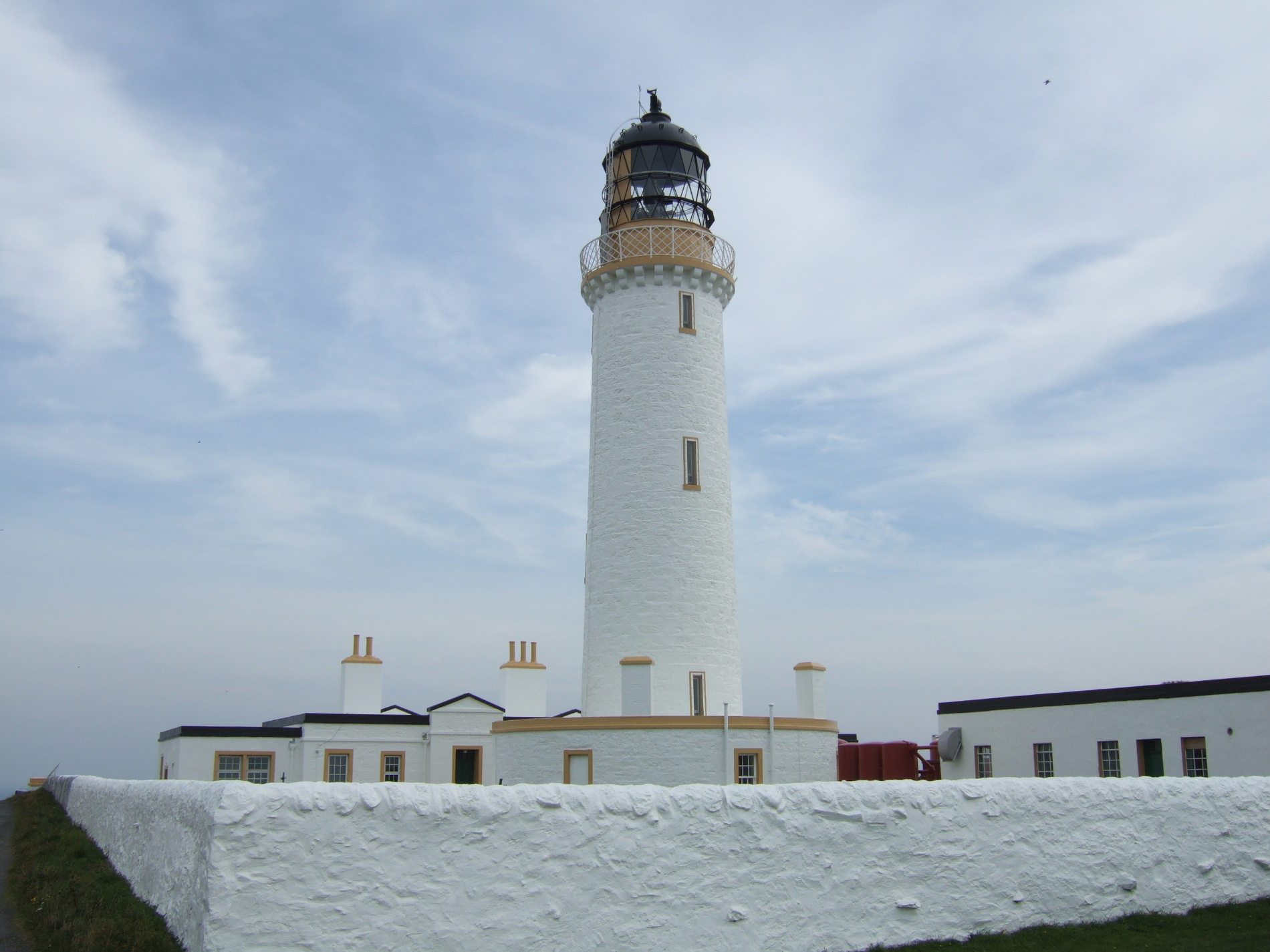
Farol do Mull of Galloway.
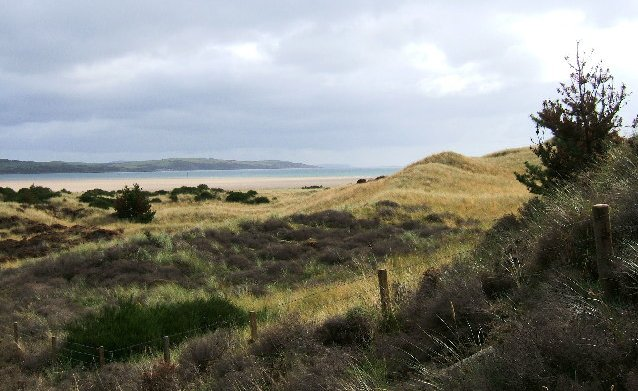
The Machars.
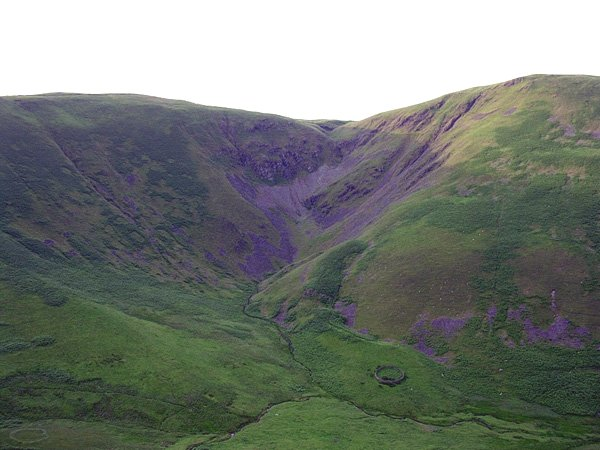
Devil's Beef Tub.
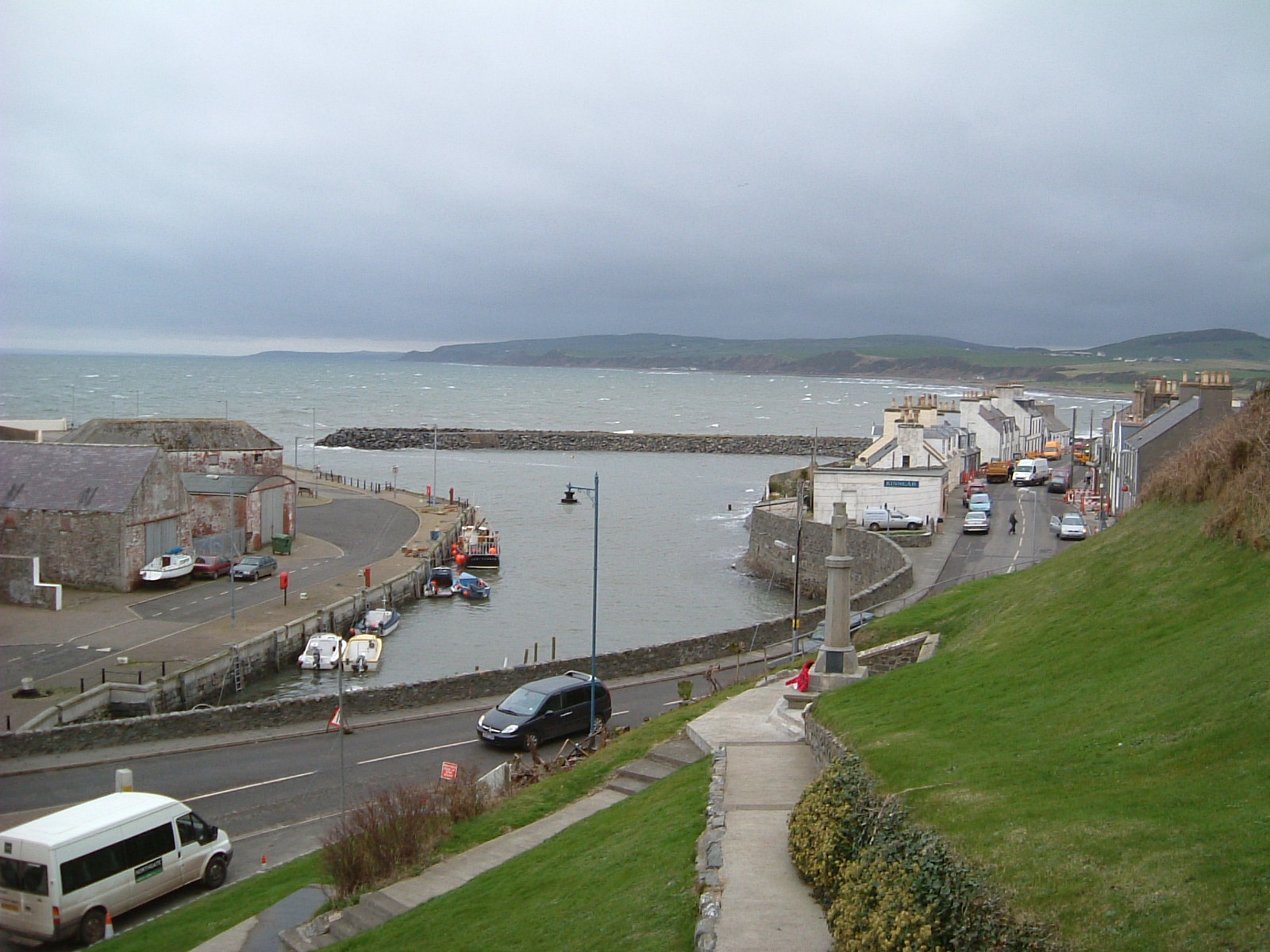
O porto de Port William.
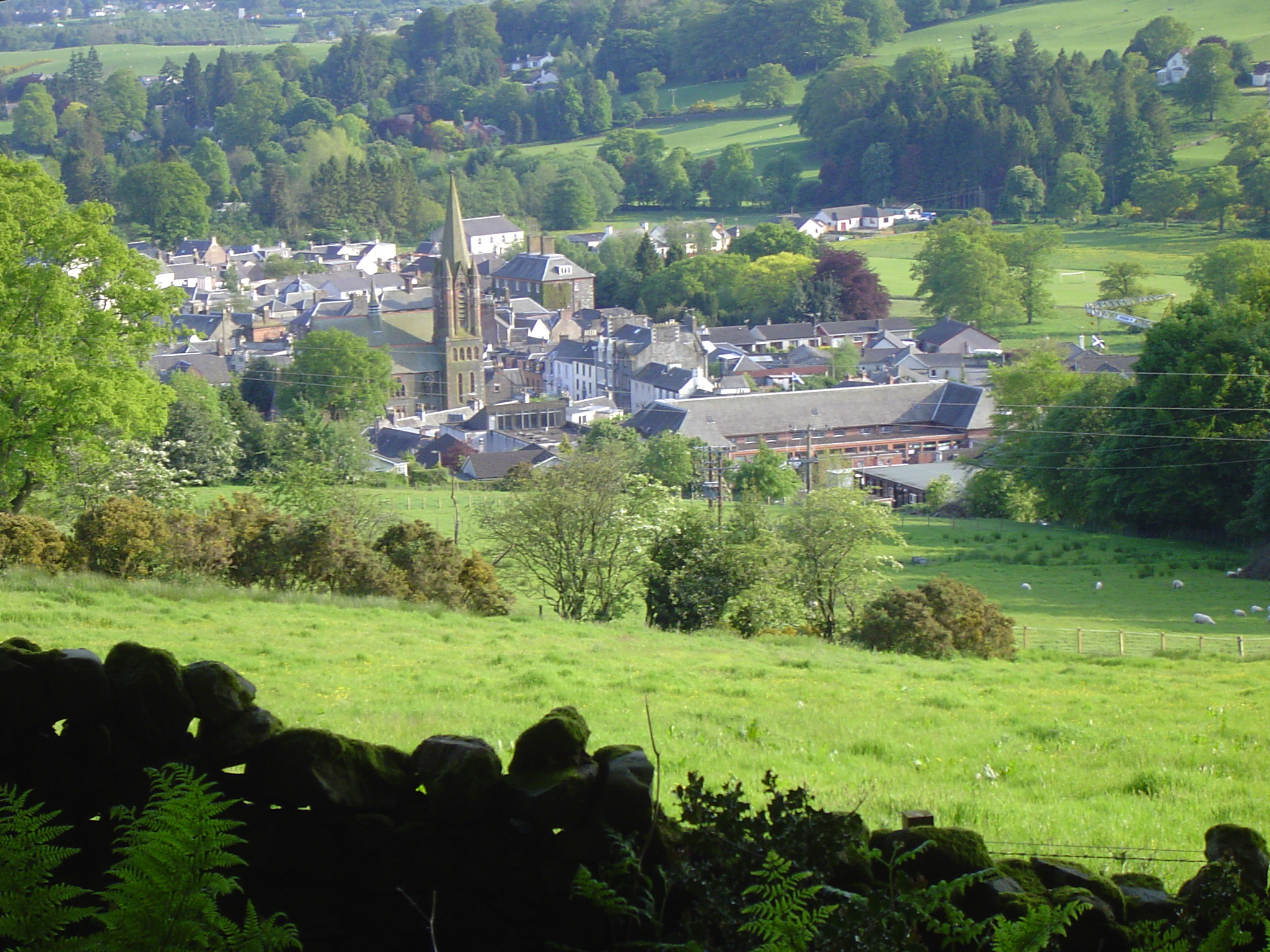
Moffat.
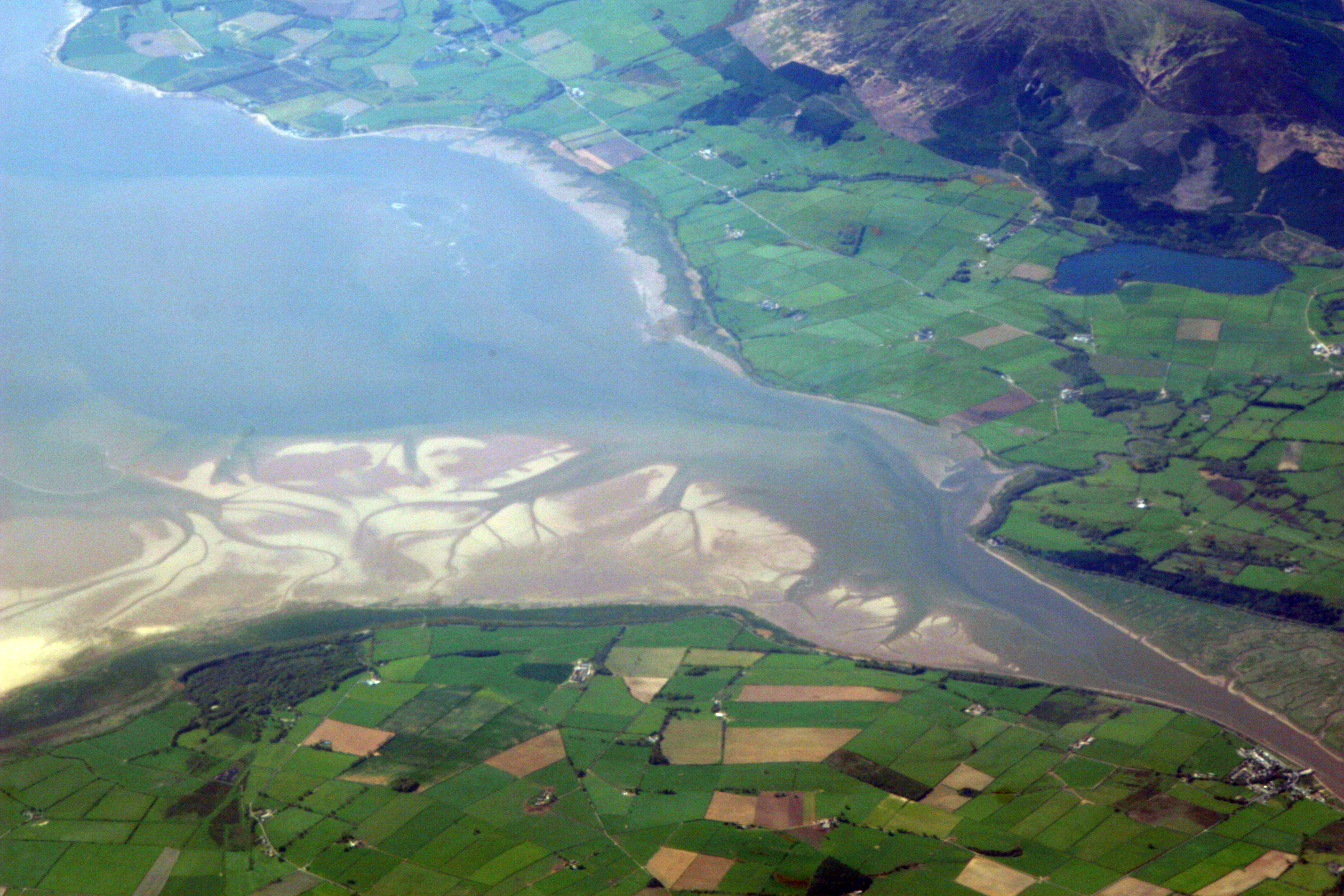
Rio Nith Estuary.